# Biriatou
Biriatou – miejscowość i gmina we Francji, w regionie Nowa Akwitania, w departamencie Pireneje Atlantyckie.
Według danych na rok 1990 gminę zamieszkiwały 694 osoby, a gęstość zaludnienia wynosiła 63 osób/km² (wśród 2290 gmin Akwitanii Biriatou plasuje się na 582. miejscu pod względem liczby ludności, natomiast pod względem powierzchni na miejscu 997.).